# Amédé Breaux
Pour les articles homonymes, voir Breaux.
Amédé Breaux (ou Amédée) est un accordéoniste, auteur et compositeur de musique cadienne, né en 1900 à Robert's Cove, près de Rayne en Louisiane, et mort en 1975. Il est surtout connu pour son enregistrement de Ma blonde est partie (Jolie Blonde) en 1928 avec son frère Ophy et sa sœur Cleoma. Cette chanson a été rendue célèbre vers la fin des années 1940 par Harry Choates.
Entre 1928 et 1951, il enregistra une trentaine de chansons cadiennes avec ses frères (Clifford Breaux et Ophey Breaux) et sa sœur (Cleoma Breaux Falcon), laquelle fut à l'origine, avec son époux, du premier enregistrement de musique cadienne jamais effectué (chanson Allons à Lafayette, en 1928). Le groupe devint très populaire en Louisiane, d'où il est originaire, et au Texas. Le Cajun Music Hall of Fame met Amédé Breaux au même niveau que les musiciens cadiens classiques (Dewey Balfa, Nathan Abshire, Joe Bonsall, Fernest "Man" Abshire, et Shirley Ray Bergeron).

## Articles liés
- Cléoma Falcon
- Histoire de la musique cadienne sur la Wikipedia anglophone (en)